# Mister Warszawy
Mister Warszawy – tytuł nadawany warszawskim budynkom w latach 1959–1980 przez dziennik „Życie Warszawy”.

## Opis
Mister Warszawy to tytuł, który był nadawany wybudowanym w Warszawie budynkom w ramach konkursu organizowanego przez „Życie Warszawy”. Jego pierwsza edycja odbyła się w 1960 roku i obejmowała obiekty z 1959. Wśród kryteriów wyboru znajdowały się walory architektoniczne i funkcjonalne, a także jakość wykonania i stosunek ceny do jakości. Budynki miały być wzorem i zachęcać projektantów i wykonawców do osiągania jak najlepszych wyników. Propozycje kandydatów mogli zgłaszać mieszkańcy Warszawy, a także organizacje i instytucje związane z architekturą i budownictwem. W skład jury dokonującego wyboru wchodzili m.in. przedstawiciele redakcji, urzędu miasta, warszawskiego oddziału Stowarzyszenia Architektów Polskich, Polskiego Związku Inżynierów i Techników Budownictwa, Stołecznego Zarządu Rozbudowy Miasta, Stołecznego Komitetu Frontu Jedności Narodu oraz związków zawodowych. Pierwszym zwycięzcą został budynek mieszkalny przy ul. Kredytowej 8 zaprojektowany przez Wacława Kłyszewskiego, Jerzego Mokrzyńskiego i Eugeniusza Wierzbickiego. Każdorazowo wyniki ogłaszano na łamach dziennika.
Początkowo konkurs miał być wydarzeniem jednorazowym zorganizowanym z okazji jubileuszu 15-lecia dziennika, ogłoszono go 5 listopada 1959 roku. Jednak duże zainteresowanie spowodowało, iż zaczęto organizować kolejne edycje co roku. W pierwszych pięciu latach każdorazowo wyłaniano 10 budynków-kandydatów, prezentowano je z opisami i fotografiami na łamach czasopisma, zbierano opinie mieszkańców w czasie wizji lokalnej, a ostateczną decyzję o konkretnych wyborach podejmowało jury. W ramach nagród architekci otrzymywali dzieła sztuki, kierownicy budowy i majstrzy nagrodę pieniężną ufundowaną przez Ministerstwo Budownictwa, a sam budynek otrzymywał tytuł „Mistera Warszawy” i odpowiednią tablicę pamiątkową.
Do 1966 roku w rywalizacji brały udział wyłącznie budynki mieszkalne, w kolejnych latach dopuszczono także budynki użyteczności publicznej. W 1969 roku oraz w 1978 roku przyznano trzy równorzędne pierwsze nagrody. Obiekty, od edycji za 1961 rok, mogły zdobywać też miano Wicemistera Warszawy oraz wyróżnienia. W 1974 roku zorganizowano ankietę wśród czytelników z prośbą o wskazanie wśród dotychczas nagradzanych obiekt, który zasługuje na tytuł Mistera Warszawy 30-lecia. Zdobył go Wydział Farmacji Akademii Medycznej przy ul. Banacha 1a (Mister 1970), drugie miejsce zajął zespół wypoczynkowy Warszawianka (Mister 1972), a trzecie Dworzec Wschodni (Mister 1969).
Ostatnim rokiem, za który przyznawano nagrody był 1980. Konkurs został zawieszony na okres 1982–1986, jednak nigdy nie został wznowiony. Od 1987 miał swoją kontynuację jako Mister Warszawy II, gdzie zasady zmodyfikowano w ten sposób, że wybierano najlepiej utrzymany budynek.
Podobne konkursy architektoniczne były organizowane także w innych polskich miastach. Towarzystwo Miłośników Wrocławia i dziennik „Słowo Polskie” od 1961 roku wybierali Mistera Wrocławia, od 1962 „Kurier Szczeciński” przyznawał Mistery Szczecina. Mister Krakowa z kolei organizowany był przez pismo „Echo Krakowa”. Mister Warszawy był też wprost inspiracją dla konkursu „Mister Budownictwa” organizowanego od 1969 roku przez „Dziennik Wieczorny” i Tygodnik Budowlanych „Profile” na terenie ówczesnych województw: bydgoskiego, toruńskiego i włocławskiego.

## Nagrodzone budynki

### Mister Warszawy
| Rok  | Obiekt | Projektanci | Generalny wykonawca                                                                                           | Ilustracja                                            |
| ---- | --- | --- | --- | ----------------------------------------------------- |
| 1959 | Budynek mieszkalny przy ul. Kredytowej 8 | W. Kłyszewski, J. Mokrzyński, E. Wierzbicki                                                                                               | PBM „Śródmieście”                                                                                             |                                                       |
| 1960 | Budynek mieszkalny przy ul. Niskiej 11 (osiedle Muranów Północny)                                                                                        | W. Eytner, H. Jabłoński, T. Perzyński | PBM „Muranów”                                                                                                 |                                                       |
| 1961 | Budynek mieszkalny przy ul. Krasińskiego 34a (osiedle Sady Żoliborskie)                                                                                  | H. Skibniewska | PBM „Muranów”                                                                                                 |                                                       |
| 1962 | Budynek mieszkalny przy ul. Czerniakowskiej 99/101 (osiedle Sielce C)                                                                                    | J. Baumiller, J. Zdanowicz | PBM „MDM” |                                                       |
| 1963 | Budynek mieszkalny przy ul. Sobieskiego 114 (osiedle Chełmska)                                                                                           | Z. Lewański, W. Witkowski | PBM „Stolica”                                                                                                 |                                                       |
| 1964 | Budynek mieszkalny przy ul. Bruna 2 (osiedle Batorego-Zachód)                                                                                            | I. Brygiewicz, T. Brygiewicz, I. Blum | PBM „Centrum”                                                                                                 |                                                       |
| 1965 | Budynek mieszkalny przy ul. Magiera 7A (osiedle Bielany III)                                                                                             | M. Piechotka, K. Piechotka, S. Goetz | PBM „Północ”                                                                                                  |                                                       |
| 1966 | Budynek mieszkalny przy ul. Okopowej 22 (osiedle Okopowa-Towarowa)                                                                                       | J. Klewin, Z. Pawlak, Z. Pietraszyn, A. Władowski, J. Kamiński                                                                            | PBM „Śródmieście”                                                                                             |                                                       |
| 1967 | Szkoła przy ul. Piaseczyńskiej 114/116 | Z. Fafiusowa, T. Węglarski, A. Derentowicz                                                                                                | PBM „Południe”                                                                                                |                                                       |
| 1968 | Technikum Poligraficzne przy ul. Stawki | R. Dutkiewicz, B. Wala, S. Wielądek, W. Kłokocki                                                                                          | PBM „Śródmieście”                                                                                             |                                                       |
| 1969 | Dworzec Wschodni PKP | A. Romanowicz, P. Szymaniak, S. Błachnio, W. Brzozowski, R. Dug, Z. Niwiński                                                              | Przedsiębiorstwo Robót Kolejowych nr 7                                                                        |                                                       |
| 1969 | Przedszkole przy ul. Jasielskiej 3 (osiedle Rakowiec); późniejszy adres to ul. Korotyńskiego 3                                                           | T. Mrówczyński, J. Blum | PBM „Wschód”                                                                                                  | zielony, parterowy budynek przedszkola z placem zabaw |
| 1969 | Budynek mieszkalny przy ul. Promyka 5 (osiedle Kępa Potocka)                                                                                             | H. Graff-Chylińska, B. Chyliński, Z. Pawłowski, Z. Tokarski, J. Zoller                                                                    | PBU „Północ”                                                                                                  |                                                       |
| 1970 | Wydział Farmacji Akademii Medycznej przy ul. Banacha 1a Mister Warszawy 30-lecia                                                                         | S. Roszczyk, I. Banaszak, F. Sokołowski, T. Jaskłowski, J. Kołodziej                                                                      | PBM „Śródmieście”                                                                                             |                                                       |
| 1971 | Budynek szkoły środowiskowej przy ul. Sobieskiego 68 (osiedle Sadyba-Bonifacego)                                                                         | H. Skibniewska, A. Małek, T. Perzyński, W. Bryndza-Nacki                                                                                  | KBM „Śródmieście”                                                                                             |                                                       |
| 1972 | Zespół wypoczynkowy „Warszawianka” przy ul. Puławskiej 101 (w części obejmującej jego rozbudowę o baseny odkryte, brodziki, kawiarnię i budynki klubowe) | J. Sołtan, Z. Ihnatowicz, W. Gessler, V. Damięcka, E. Bartman, S. Kargol i M. Goszczyński                                                 | Warszawskie Przedsiębiorstwo Budownictwa Lądowo- i Wodno-Inżynieryjnego „Hydrobudowa 6”                       |                                                       |
| 1973 | Siedziba Węgierskiej Ekspozytury Handlowej przy ul. Szwoleżerów 2a; późniejszy adres to ul. Szwoleżerów 10                                               | J. Zdanowicz, C. Wencel, B. Szcześniak, E. Grabowski, B. Eibel, C. Krisch, M. Kępiński                                                    | KBM „Śródmieście”                                                                                             |                                                       |
| 1974 | Osiedle Szwoleżerów na Czerniakowie | H. Skibniewska, A. Scholtz, K. Woytowicz, W. Katner, A. Morawski, Z. Wysocki, D. Bożenkowska, R. Ekielska, A. Krawczyk, T. Kąsecki        | KBM „Śródmieście”                                                                                             |                                                       |
| 1975 | Dworzec Centralny z otoczeniem | A. Romanowicz, P. Szymianiak wraz z zespołem: A. Pańkowski, B. Koy, R. Dug, L. Madejski, H. Kaca, S. Piekarski, M. Jasiński, K. Bronowski | Przedsiębiorstwo Robót Kolejowych nr 7                                                                        |                                                       |
| 1976 | Dom Zasłużonego Pracownika Budownictwa przy ul. Elekcyjnej 6 na Woli                                                                                     | J. Kumelowski, A. Zaborowski, B. Kotowski, T. Lamperski, K. Szewczyk                                                                      | KBM „Północ”, KBM „Południe”, KBM „Śródmieście”, Przedsiębiorstwo Budownictwa Mieszkaniowego „Warszawa” i in. |                                                       |
| 1977 | Szkoła i przedszkole na Ursynowie Północnym przy ul. Puszczyka 6                                                                                         | J. Mroziński, P. Matuszewski, J. Karpowicz-Starek, W. Plewko, A. Koch                                                                     | KBM „Południe”                                                                                                |                                                       |
| 1978 | Budynek administracyjny biura radcy ds. ekonomicznych i biura radcy handlowego ambasady ZSRR – ul. Belwederska/Spacerowa                                 | Z. Rozner, M. Szawernowski, A.M. Połownikow, J.S. Chlebnikow                                                                              | Zjednoczenie „Budopol”, Bydgoskie PBM                                                                         |                                                       |
| 1978 | Zespół mieszkalny w osiedlu Służew nad Dolinką-Zachód | J. Nowak, P. Sembrat, J. Kuźmienko | KBM Zjednoczenia „Warszawa”                                                                                   |                                                       |
| 1978 | Przychodnia rejonowa przy Szpitalu na Bródnie ul. Kondratowicza 8                                                                                        | S. Roszczyk, S. Banaszkiewicz, Z. Zieliński, J. Kołodziej                                                                                 | KBM „Wschód”                                                                                                  |                                                       |
| 1979 | Centrum Zdrowia Dziecka w Międzylesiu | J. Bolechowski wraz z zespołem: A. Bołtuć, A. Zieliński, Z. Grunwald, A. Szymkiewicz, A. Drzewiecki, K. Gąsiorowski                       | Warmińskie Przedsiębiorstwo Budowlane                                                                         |                                                       |
| 1980 | Powszechny Dom Książki „Uniwersus” przy ul. Belwederskiej                                                                                                | L. Solonowicz wraz z zespołem: R. Lisiewicz, A. Sitowski, Z. Szatkowski, W. Kaczmażyk, W. Humięcki, Z. Lupa, J. Laskowski                 | KBM „Zachód”                                                                                                  |                                                       |

### Wicemister Warszawy i wyróżnienia
| Rok  | Obiekt | Projektanci | Rodzaj nagrody      | Ilustracja |
| ---- | --- | --- | ------------------- | ---------- |
| 1959 | nie przyznano | – | –                   | –          |
| 1960 | nie przyznano | – | –                   | –          |
| 1961 | Budynek mieszkalny przy ul. Anielewicza 15 (osiedle Muranów Północny) | S. Rymaszewski, T. Perzyński                                                                                             | Wicemister Warszawy |            |
| 1961 | Budynek mieszkalny nr 110 przy ul. Podczaszyńskiego (osiedle Bielany III) | M. Piechotka, K. Piechotka                                                                                               | Wicemister Warszawy |            |
| 1962 | Budynek mieszkalny przy al. Jana Pawła II 68 (dawna ul. Marchlewskiego, osiedle Muranów Północny)                                                                             | S. Rymaszewski, D. Szafnicka, T. Perzyński                                                                               | Wicemister Warszawy |            |
| 1962 | Budynek mieszkalny przy al. Wojska Polskiego 39 (osiedle Żoliborz Południowy)                                                                                                 | B. Karczewski | Wicemister Warszawy |            |
| 1963 | Budynek mieszkalny przy al. Krakowskiej 268 (osiedle Okęcie-Pola WSM) | R. Stachowicz, Z. Czerski                                                                                                | Wicemister Warszawy |            |
| 1963 | Budynek mieszkalny przy ul. Syreny (blok 589, osiedle Młynów V) | Z. Wacławek, H. Fonkiewicz, J. Kamiński                                                                                  | Wicemister Warszawy |            |
| 1964 | Budynek mieszkalny przy ul. Królewskiej 43 (osiedle Grzybów) | J. Bogusławski, B. Gniewiewski, T. Niemunis                                                                              | Wicemister Warszawy |            |
| 1964 | Budynek mieszkalny przy ul. Grochowskiej 170 (osiedle Garwolińska) | W. Czerski, J. Oborski, T. Chełmicki                                                                                     | Wicemister Warszawy |            |
| 1965 | Budynek mieszkalny przy ul. Popiełuszki 17c (dawna ul. Stołeczna, osiedle Sady Żoliborskie)                                                                                   | H. Skibniewska, A. Wadowski                                                                                              | Wicemister Warszawy |            |
| 1965 | Budynek mieszkalny przy ul. Zagójskiej 14 (osiedle Igańska) | T. Koźmiński, A. Stefanowski, M. Kisielewicz                                                                             | Wicemister Warszawy |            |
| 1966 | Budynek mieszkalny przy ul. Esperanto 18 (blok 753, osiedle Muranów Zachodni)                                                                                                 | T. Koźmiński, L. Dutkowski, R. Zaniewski, A. Bałdyga, T. Mrówczyński                                                     | Wicemister Warszawy |            |
| 1966 | Budynek mieszkalny przy ul. Przasnyskiej 14 (blok 3C, osiedle Zatrasie) | J. Nowicki, T. Fiećko, W. Materski, J. Osuchowski, S. Hauler, A. Koch                                                    | Wicemister Warszawy |            |
| 1967 | Budynek mieszkalny przy ul. Osowskiej 80 (osiedle Szaserów) | J. Zdanowicz, T. Woźniak, Z. Wiśniewski                                                                                  | Wicemister Warszawy |            |
| 1967 | Bar szybkiej obsługi „Gruba Kaśka” przy trasie W-Z | J. Bogusławski, B. Gniewiewski, K. Żbikowski                                                                             | Wicemister Warszawy |            |
| 1968 | Muzeum Plakatu w Wilanowie | J. Cydzik, H. Kossuth, A. Pawlikowski                                                                                    | Wicemister Warszawy |            |
| 1968 | Ośrodek Medycyny Pracy – Instytut Profilaktyki przy ul. Górczewskiej 89 (część dwukondygnacyjna kompleksu)                                                                    | A.W. Krawczyk, A. Sochacki                                                                                               | Wicemister Warszawy |            |
| 1969 | nie przyznano | – | –                   | –          |
| 1970 | Przedszkole przy ul. Korkowej 147/149 (osiedle Marysin Wawerski) | J. Kumelowski, Z. Saalborn                                                                                               | wyróżnienie         |            |
| 1970 | Budynek mieszkalny przy ul. Pereca 2 (wcześniej ul. Marchlewskiego 5/7, osiedle Za Żelazną Bramą)                                                                             | J. Furman, J. Lipiński, W. Wierzbicki                                                                                    | wyróżnienie         |            |
| 1970 | Budynek Stacji Obsługi Fiata przy ul. 1 Sierpnia 12/14; późniejszy adres niewyburzonej części budynku to 1 Sierpnia 10, dla której pozwolenie na rozbiórkę wydano w 2022 roku | S. Brzosko, J. Augustyn. K. Dobrowolski, M. Chojnicki, S. Sędrowicz                                                      | wyróżnienie         |            |
| 1971 | Pawilon usługowy przy al. Niepodległości (dawna Świerczyńskiego, osiedle Batorego); późniejszy adres to ul. Batorego 39                                                       | P. Sembrat, L. Kłosiewicz, H. Strzębski                                                                                  | Wicemister Warszawy |            |
| 1971 | Budynek mieszkalny przy ul. Krasiczyńskiej 13 (osiedle Bródno) | J. Szulecka, R. Hołownia, A. Chrabczyńska                                                                                | wyróżnienie         |            |
| 1971 | Budynek mieszkalny przy ul. Prostej 2/14 (osiedle Za Żelazną Bramą) | J. Józefowicz, J. Górnicki, W. Wierzbicki, K. Kokozow                                                                    | wyróżnienie         |            |
| 1972 | Studencki Dom Kultury „Stodoła” przy ul. Batorego 10 | J. Pakuczewski, L. Sołonowicz, T. Szumielewicz, H. Szczuka                                                               | wyróżnienie         |            |
| 1972 | Budynek mieszkalny przy ul. Batumi 6 | J. Grębecka | wyróżnienie         |            |
| 1972 | Spółdzielczy Dom Handlowy „Feniks” przy ul. Żelaznej 32 | J. Zdanowicz | wyróżnienie         |            |
| 1973 | Budynek mieszkalny przy ul. Szwoleżerów 2a | H. Skibniewska, W.E. Katner, K. Woytowicz, A. Morawski, Z. Wysocki, D. Bożenkowska, R. Ekielska, A. Krawczyk, T. Kąsecki | wyróżnienie         |            |
| 1973 | Zespół basenów kąpielowych „Skra” przy ul. Wawelskiej | W. Zarębski, S. Głowiński                                                                                                | wyróżnienie         |            |
| 1973 | Pawilon gastronomiczny „Baltazar” przy ul. Malczewskiego | T. Wąglarski, J. Jaworski                                                                                                | wyróżnienie         |            |
| 1974 | Kawiarnia „Rozdroże” na placu Na Rozdrożu; adres to Aleje Ujazdowskie 6 | J. Cender | wyróżnienie         |            |
| 1974 | Budynek mieszkalny przy ul. 1 Sierpnia 30 | K. Kowalski, A. Śliwonik                                                                                                 | wyróżnienie         |            |
| 1975 | Budynek socjalno-administracyjny Zakładów Mechanicznych im. Nowotki przy ul. Fort Wola 22                                                                                     | J. Raczkowski, L. Jagielski, M. Śledzik                                                                                  | Wicemister Warszawy |            |
| 1975 | Budynek Teatru Powszechnego w Warszawie | J. Gajewski, J. Krzyżanowski, A. Stypiński                                                                               | Wicemister Warszawy |            |
| 1975 | Pawilon handlowo-usługowy przy ul. Nałęczowskiej 49 na osiedlu Wilanów; późniejszy adres to ul. Sobieskiego 18                                                                | T. Nowakowska, S. Łojkuć, Z. Malicki                                                                                     | wyróżnienie         |            |
| 1976 | Budynek Zakładów Mleczarskich „Wola” przy ul. Redutowej 9/23; budynek rozebrano w 2021 roku                                                                                   | L. Tomansgort, J. Dalgiewicz                                                                                             | wyróżnienie         |            |
| 1976 | Osiedle Ateńska na Saskiej Kępie | L. Dutkowski, T. Koźmiński                                                                                               | wyróżnienie         |            |
| 1977 | Uniwersam Grochów; budynek rozebrano w 2016 roku | J. Zaborowski, M. Sabat                                                                                                  | wyróżnienie         |            |
| 1977 | Zespół budynków mieszkalnych Koński Jar | M. Budzyński, J. Szczepanik-Dzikowski, A. Szkop                                                                          | wyróżnienie         |            |
| 1977 | Hala sportowa Warszawianka | Cz. Molenda | wyróżnienie         |            |
| 1978 | nie przyznano | – | –                   | –          |
| 1979 | Szkoła Podstawowa im. B.W. Linkego przy ul. Bartniczej 6 na Bródnie; późniejszy adres to ul. Bartnicza 8 i Szkoła Podstawowa nr 378 im. I.J. Paderewskiego                    | H. Koceska | Wicemister Warszawy |            |
| 1979 | Osiedle na Stawkach | Z. Hamanowa, Z. Panek | wyróżnienie         |            |
| 1980 | Tor łyżwiarski na Stegnach | E. Jankowska, C. Molenda, A. Ryba, Z. Cis-Bankiewicz, F. Ukleja                                                          | wyróżnienie         |            |
| 1980 | Przychodnia zdrowia w Podkowie Leśnej adres to ul. Błońska 46/48 | A. Goetz, K. Gibert | wyróżnienie         |            |